# Frontera entre la Xina i Rússia
La frontera entre la Xina i Rússia és la frontera terrestre que separa els territoris de la República Popular de la Xina i els de la Federació de Rússia. Entre els anys 1960 i 1980 ha estat objecte de desafiaments en un context molt tens. S'han signat nous tractats i la línia fronterera és reconeguda per ambdues parts.

## Traçat
La frontera entre Rússia i Xina es compon de dues peces de longitud molt desigual situades a banda i banda de Mongòlia. Ha estat definit en la seva totalitat des de 2004.
- El traçat occidental fa només 46 km entre dos trifinis que separen la República d'Altai de la Regió Autònoma de Xinjiang. S'inicia a l'oest per un trifini també el recull de les fronteres Xina-Kazakhstan i Kazakhstan-Rússia (49° 10′ N, 87° 49′ E / 49.167°N,87.817°E), i s'atura en el segon trifini qu uneix les fronteres Mongòlia-Rússia i Xina-Mongòlia (42° 25′ N, 130° 36′ E / 42.417°N,130.600°E).

- El traçat oriental fa 4.133 km.[2] És la sisena frontera internacional més llarga del món. Comença a l'altre costat de Mongòlia per un trifini idèntic a l'anterior (convergència entre els tres països: Mongòlia - Rússia - Xina), (49° 51′ N, 116° 41′ E / 49.850°N,116.683°E) separa la Manxúria del Districte Federal de l'Extrem Orient. Després es dirigeix al nord-est, sud-est i després al llarg del riu Amur i finalment al sud-oest abans d'arribar a un trifini final sobre el riu Tumànnaia, només uns pocs quilòmetres abans de la seva desembocadura a l'oceà Pacífic, de manera que arriba a les fronteres Rússia-Corea del Nord i Xina-Corea del Nord. Al costat rus, cinc subjectes federals són contigus a la frontera: el krai de Khabàrovsk, el krai de Primórie, l'óblast de l'Amur, el krai de Zabaikàlie i la Província Autònoma dels Hebreus. Per la part xinesa, la frontera corre al llarg de la regió autònoma de Mongòlia Interior, així com les províncies de Jilin i Heilongjiang, és als marges d'aquesta última on la frontera és més llarga.

### Història

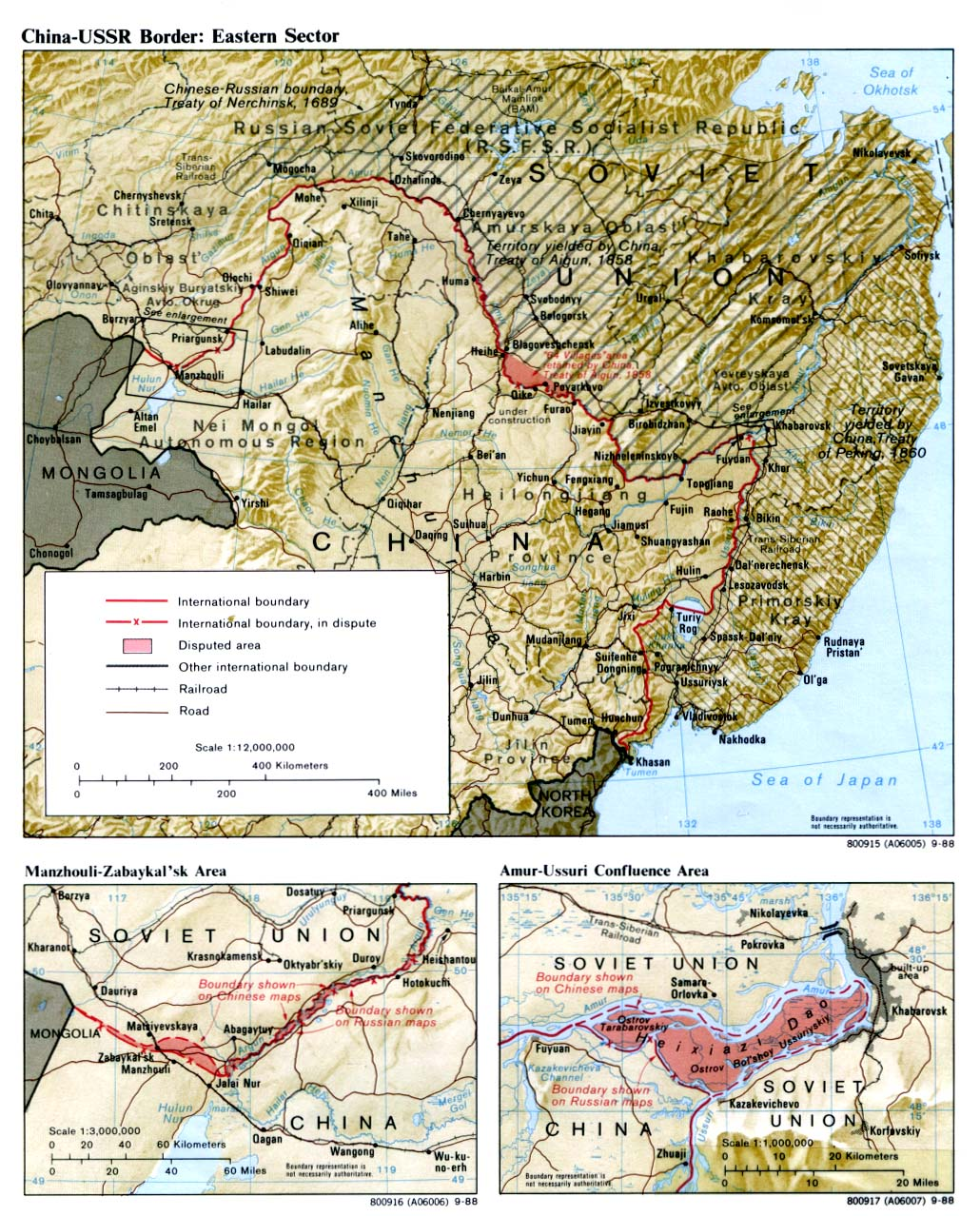
zones en disputa a la frontera xino-soviètica en 1969.

En 1689, com a resultat dels conflictes armats, l'imperi xinès i l'Imperi Rus signaren el tractat de Nértxinsk: Rússia renunciava a la regió riu Amur. A la dècada de 1850, la situació geopolítica va canviar, l'Imperi xinès es va debilitar. Es va realitzar una nova expedició russa per explorar la regió. El 1858, la Xina ha de signar el tractat d'Aigun, considerat com un dels tractats desiguals. Rússia pren el control del marge esquerre del riu Amur, de l'Argun al mar Dos anys més tard, Rússia confirma i amplifica els seus guanys per la Convenció de Pequín. Rep la cessió de la regió de Vladivostok. Rússia llavors busca controlar Manxúria per protegir Sibèria i expandir la seva obertura a l'oceà Pacífic. Obté la cessió de Port-Arthur (Lüshunkou en xinès). La derrota contra Japó el 1905 arruïna aquesta política. Rússia renuncia a Manxúria i ha de cedir Port Arthur. Aquest últim recuperarà temporalment la sobirania soviètica entre 1945 i 1955.

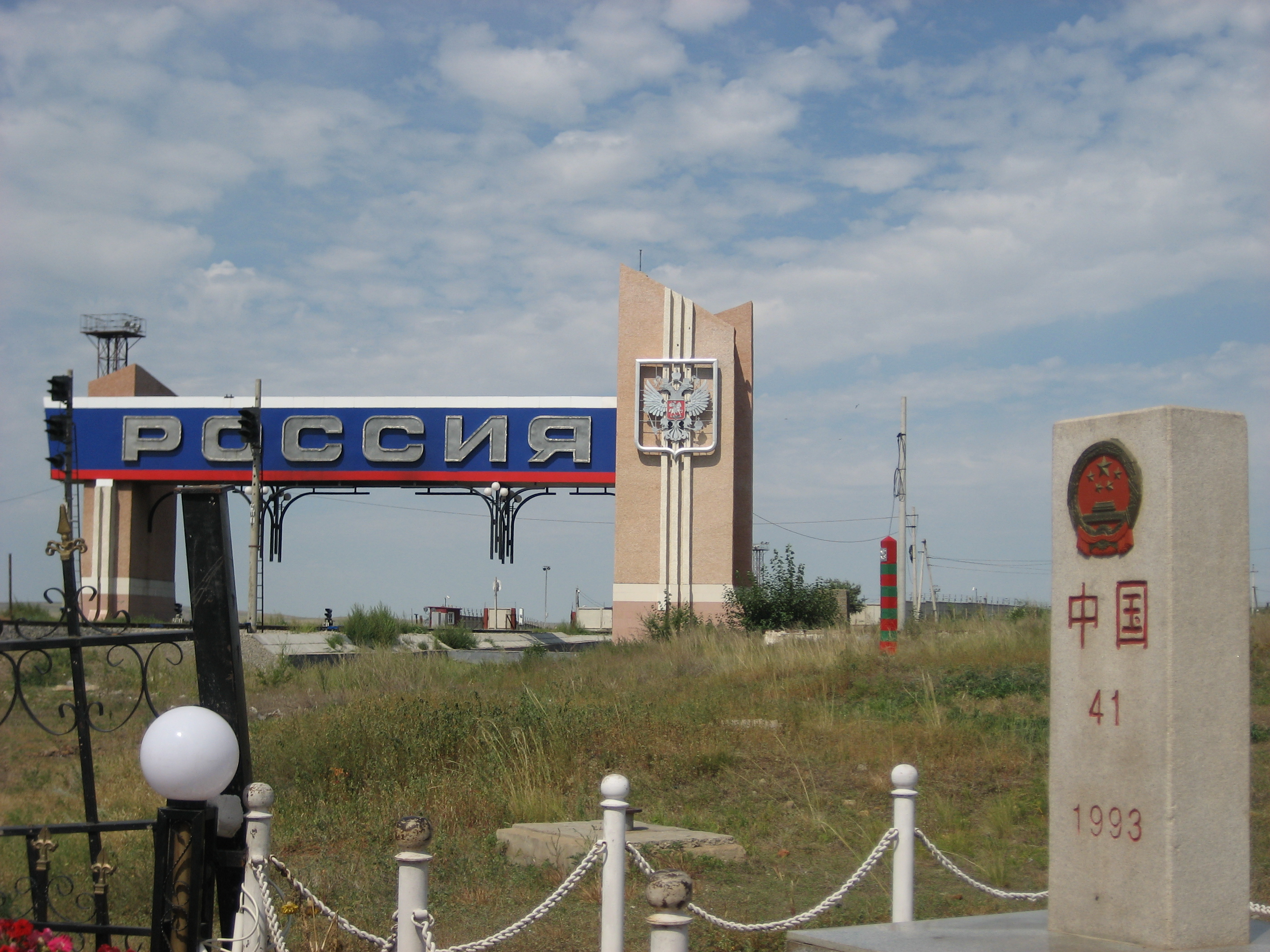
lFrontera entre ambdós països a Manzhouli/Zabaykalsk

En la dècada de 1960, les relacions entre la Xina i l'URSS es degradaren en gran manera i Mao Zedong posa en qüestió els tractats signats al segle xix entre els imperis rus i manxú. Aquestes tensions resulten en  confrontació armada en 1969, que va deixar centenars de morts, la major part xinesos, però no dona lloc a un nou traçat. La URSS fins i tot planeja destruir preventivament les instal·lacions nuclears xineses. Durant les dècades que van seguir, la situació es va mantenir molt tibant i no va canviar fins als anys vuitanta.
Els darrers de la Unió Soviètica van veure una reducció de les tensions a la llavors fortíssima fortificació de la frontera sino-soviètica. En 1990-91, els dos països van acordar reduir significativament les seves forces militars estacionades al llarg de la frontera.
Encara que el comerç fronterer sinosoviètic es reprèn des de 1983 fins a 1985, es va accelerar el 1990-91; la taxa de comerç transfronterer continua augmentant a mesura que les antigues repúbliques de l'URSS es van convertir en estats separats. Per adaptar-se al volum creixent de comerç privat i de viatges, es van reobrir alguns passos de la frontera. A començaments de 1992 la Xina va anunciar incentius comercials fronterers i la creació d'una zona econòmica especial al llarg de la frontera entre Rússia i Xina. La més gran d'aquestes era a Hunchun.
El 1991, la Xina i la URSS van signar l'acord fronterer sinosoviètic de 1991, que pretenia iniciar el procés de resolució de les controvèrsies frontereres des dels anys seixanta i demarcar completament la frontera entre Xina i la URSS. No obstant això, pocs mesos després, la URSS es va dissoldre i quatre ex repúbliques soviètiques -Rússia, el Kazakhstan, Kirguizstan, i Tajikistan - van heretar diverses seccions de l'antiga frontera sino-soviètica. Ara els correspon a ells continuar amb el treball de regularització de la frontera.
Van trigar més d'una dècada que Rússia i la Xina resolguessin plenament els problemes fronterers i demarquessin la frontera. El 29 de maig de 1994, durant la visita del primer ministre de Rússia Víktor Txernomirdin a Pequín, es va establir un "Acord sobre el Sistema de Gestió de Fronteres Xina-Rússia per facilitar el tràfic fronterer i obstaculitzar activitat criminal". El 3 de setembre es va signar un acord de demarcació per a la secció curta (46 km?}) de la frontera binacional; la demarcació d'aquesta secció es va completar el 1998.
El novembre de 1997, en una reunió a Pequín, el president de Rússia, Borís Ieltsin i el secretari general del Partit Comunista de la Xina i president Jiang Zemin va signar un acord per a la demarcació de la part oriental de la frontera (més de 4.000 km), d'acord amb el que estableix l'acord sino-soviètic de 1991.
L'últim assumpte territorial no resolt entre els dos països es va resoldre mitjançant l'Acord Complementari de 2004 entre la República Popular de la Xina i la Federació de Rússia a la secció oriental de la frontera entre la Xina i Rússia. Mitjançant aquest acord, Rússia va traslladar a la Xina una part de l'illot Abagaitu, tota l'illa de Yinlong (Tarabarov), vora la meitat de l'illa Bolshoy Ussuriysky i alguns illots de riu adjacents. Això va resoldre una disputa fronterera entre Rússia i Xina, des de la invasió japonesa de Manxúria de 1931. Aquestes illes del riu Amur eren administrades fins llavors per Rússia i reclamades per Xina. L'esdeveniment suposava fomentar els sentiments de reconciliació i cooperació entre els dos països pels seus líders. La transferència ha estat ratificada per l'Assemblea Popular Nacional de la Xina i la Duma Estatal de Rússia l'any 2005. La cerimònia oficial de la transferència es va dur a terme el 14 d'octubre del 2008.

## Gestió fronterera

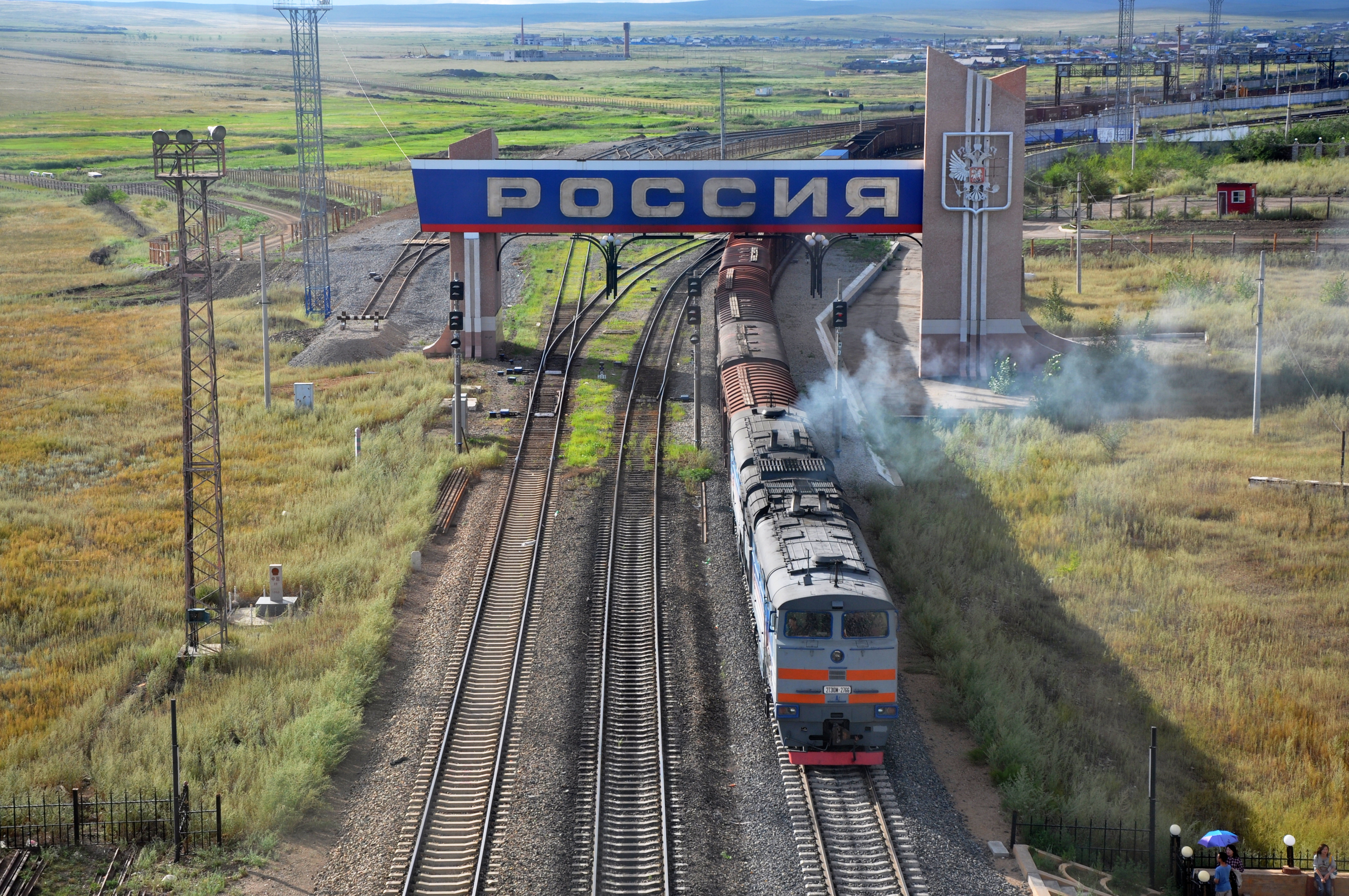
Un tren passa el control fronterer de Zabaykalsk a Rússia a Manzhouli a la Xina. La bandera diu "Rossija" (coordenades:)

Com passa amb moltes altres fronteres internacionals, existeix un tractat bilateral sobre les modalitats físiques de gestió de la frontera Xina-Rússia. L'acord vigent actualment es va signar a Pequín el 2006.
El tractat requereix que els dos estats aclareixen els arbres en una zona de franja 15 m al llarg de la frontera (és a dir, en 7.5 m de la línia fronterera de a cada costat) (article 6).
Es permet la navegació civil als rius i als llacs fronterers, sempre que els vaixells de cada país romanguin al costat apropiat de la línia divisòria (article 9); S'apliquen normes similars a la pesca en aquestes aigües (article 10).
Les autoritats de cada país duran a terme les mesures apropiades per impedir que el bestiar pasturant es traslladin cap a l'altre país i s'esforçarà per detectar i retornar qualsevol bestiar que vagi al seu territori des de la frontera (article 17). La caça amb armes de foc està prohibida dins 1000 m de la línia fronterera; als caçadors els està prohibits de travessar la frontera a la recerca d'un animal ferit (article 19).
Se suposa que els detinguts per creuar il·legalment normalment són retornats al seu país d'origen en el termini de 7 dies des de la seva aprehensió (article 34).